# Claude Bergeaud
Pour les articles homonymes, voir Bergeaud.
Claude Bergeaud, né le 30 avril 1960 à Artigat (Ariège), est un entraîneur de basket-ball français.

## Biographie
Né à Artigat en Ariège de parents agriculteurs, il débute le basket au club Union olympique de Pamiers où il a joué de 1977 à 1984 et de 1985 à 1991 puis entraîné de 1990 à 1991.
Le 13 juin 2008, il devient directeur général du club de Pau-Orthez, un poste qu'il quitte en juin 2010.
À l'été 2011, il devient entraîneur du club JSA Bordeaux, présidé par Boris Diaw, qu'il avait dirigé à Pau-Orthez.
À la fin de la saison 2014-2015, il quitte Pau-Lacq-Orthez.
Il était arrivé en 2017 au Boulazac Basket Dordogne, comme entraîneur, et avait permis à Boulazac de retrouver la Pro A, puis de disputer une finale de Coupe de France à Bercy l'année suivante. Il devient ensuite directeur sportif du club pendant 4 saisons. 
Claude Bergeaud prend sa retraite, après 30 ans de basket professionnel. Son adjoint Jérémy Sarre, prend la suite en 2021,.

## Parcours
- 1991 - 1997 :  Élan Béarnais Pau-Orthez (Pro A) : assistant
- 1997 - 2002 :  Élan Béarnais Pau-Orthez (Pro A)
- 2003 - 2007 :  Équipe de France de basket-ball
- 2005 - 2006 :  ASVEL Lyon-Villeurbanne (Pro A)
- 2008 - 2010 :  Élan béarnais Pau-Lacq-Orthez (Pro B) : dirigeant
- 2011 - 2012 :  Jeunes de Saint-Augustin Bordeaux Basket (Pro B)
- 2012 - 2013 :  Élan béarnais Pau-Lacq-Orthez (Pro B)
- 2013 - 2015 :  Élan béarnais Pau-Lacq-Orthez (Pro A)
- 2017 - 2018 :  Boulazac Basket Dordogne (Pro B puis Pro A)

## Directeur sportif
- 2018 - 2021 :  Boulazac Basket Dordogne

## Palmarès

### Équipe nationale
- Championnat du monde
  - 5e place au championnat du monde 2006 au Japon
- Championnat d'Europe
  -  médaille de bronze au championnat d'Europe 
2005 à Belgrade
  - 8e du championnat d'Europe 2007 en Espagne

### Clubs
Avec Pau-Orthez, il remporte :
- Champion de France en 1998, 1999, 2001
- Coupe de France en 2002
- Entraîneur LNB de l'année 1999